# Mount Dow
Mount Dow ist ein 1680 m hoher Berg im südlichen Teil von Südgeorgien. Er ragt 1,5 km westlich des nördlichen Ausläufers des Mount Carse an der Südflanke des Nowosilski-Gletschers auf.
Der South Georgia Survey kartierte ihn im Rahmen der von 1951 bis 1957 dauernden Vermessungskampagne. Das UK Antarctic Place-Names Committee benannte ihn 1958 nach dem US-amerikanischen Walfanghistoriker George Francis Dow (1868–1936), Autor des Buches Whale Ships and Whaling: A Pictorial History of Whaling During Three Centuries aus dem Jahr 1925.